# Hafnocendichlorid
Hafnocendichlorid oder nach IUPAC-Nomenklatur Dichlorobis(η5-cyclopentadienyl)hafnium(IV), ist eine metallorganische Verbindung  aus der Familie der Metallocene. Wie das analoge Titanocendichlorid ist auch Hafnocendichlorid ein 16-Elektronen-Komplex. Der reaktive farblose Feststoff zersetzt sich rasch in Wasser.

## Gewinnung und Darstellung
Über die Darstellung von Hafnocenedichlorid durch Umsetzung von Hafniumtetrachlorid mit Cyclopentadienylnatrium in einer Mischung von Toluol und DME wurde 1969 von Druce, Kingston, Lappert, Spalding und Srivastava berichtet.
{\displaystyle \mathrm {HfCl_{4}+\ 2\ Na(C_{5}H_{5})\ {\xrightarrow[{Toluol/DME}]{}}\ Hf(C_{5}H_{5})_{2}Cl_{2}+\ 2\ NaCl} }

## Eigenschaften

### Physikalische Eigenschaften
Im Gegensatz zu den Metallocenen sind im Hafnocendichlorid die Cyclopentadienylringe nicht koplanar angeordnet, sondern sind im Molekül mit den beiden Chlorid-Liganden verzerrt tetraedrisch um das zentrale Hafniumatom angeordnet.

## Verwendung
Hafnocendichlorid findet in Polymerisationskatalysatoren Verwendung, welche 1980 von Hansjörg Sinn und Walter Kaminsky beschrieben wurden. Diese sogenannten Kaminsky-Katalysatoren, die aus Mischungen der Metallocendihalogenide (Typ 1) mit Methylaluminoxan (MAO) bestehen, erlauben die Polymerisation von Ethylen, Propylen oder Olefin-Mischungen mit sehr hoher Produktivität.

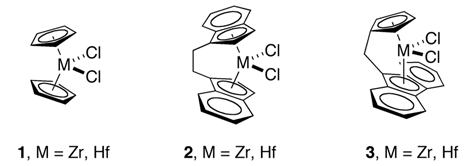
Metallocen-Typen für Polymerisationsreaktionen